# きたむら田舎フェスティバル
きたむら田舎フェスティバル（きたむらかっぺフェスティバル）は北海道岩見沢市（旧北村地区）で毎年夏に開催されている祭り。同市の観光協会によって「岩見沢の五大まつり」の一つとして位置付けられている。

## 概要
湖沼や水田に囲まれた水郷北村ならではの新しい祭りを作る事を目標に1989年より開催。岩見沢市と合併した現在も、それまでのコンセプトを受け継いで開催が続けられている。

## 主な開催内容
わ～るぞカップ
投げ手と受け手で2人1組のペアを組み、20秒の制限時間内に割った水風船の数を競う。投げ手は指定の距離から水風船を投げ、受け手は針付きのヘルメットを被って競技台に立ちヘディングでそれを割る。
世界沼上いかだわたりレース
会場内の「トロッコ沼」に設置したイカダの上を渡る速さを競う。
勝ち水みこし
水害と闘った先人の勇気を讃え、今年の豊作を祈願し、「水に打ち勝ち、水に親しむ」魂を持って神輿を担ぐ。観客から浴びせられる「力水」とともに会場内を練り歩く。
青空市場
農産物の直売などの屋台が並ぶ。北村名物のドジョウ料理も出品される。
その他ミニライブなど

### 沼上連発花火大会
祭りの1日目を締めくくる花火大会。打ち上げ場所と観客席の距離が近い事や、花火が沼に反射する事で生まれる幻想的な雰囲気が特徴。

## アクセス
最寄駅はJR岩見沢駅。中央バス北村線または月形線で「北村温泉」下車。